# LANCL2
LANCL2‏ (LanC like 2) هوَ بروتين يُشَفر بواسطة جين LANCL2 في الإنسان.